# Исток на западу и запад на истоку
Исток на западу и запад на истоку је незванична крилатица Србије и веома популаран слоган међу Србима, који се често користи као израз стремљења геополитичког положаја Србије.

## Порекло
Крилатица је први пут употребљена у збирци приповетки Милана Д. Милетића „Бројанице Светог Саве“ која је објављена у Крњеву 1980. године. Она је споменута у причи под насловом „Сâд“. Иста прича поновљена је и у другом издању ове књиге са измењеним насловом „Бројанице Светог Саве – Повест о љубави“ издање из Новог Сада 1997. године.
Током последње деценије двадесетог века у јавном мнењу међу Србима крилатица је приписана Светом Сави, оснивачу Српске православне цркве.

## Тачан извод
Крилатица је настала из наводног одломка писма које је Сава Немањић упутио епископу Иринеју, а у којем је најмлађи Немањин син наводно каже:
„Исток је мислио да смо ми Запад, а Запад да смо Истоку... А ми смо Срби судбином предодређени да будемо Исток на Западу и Запад на Истоку, и да признајемо изнад себе само небески Јерусалим, а на земљи никога“